# مجلة القافلة (فلسطين)
مجلة القافلة هي مجلة فلسطينية عربية أسبوعية ثقافية مصورة، تركز على المواضيع الثقافية العامة، أصدرها مكتب المطبوعات في القدس بالاشتراك مع القسم العربي في دار الإذاعة الفلسطينية.
صدر العدد الأول من المجلد الأول في يوم الجمعة 4 ابريل عام 1947، عن دار المطبوعات الحكومية بالتعاون مع سلطة الإذاعة الفلسطينية، وقد ترأس تحريرها الصحافي حسن مصطفى، وتوقفت عن الصدور في تشرين الثاني من نفس السنة (عام 1947).
تتماثل أهداف هذه المجلة مع أهداف المجلة السابقة (مجلة المنتدى)، حيث أن مجلة القافلة هي المجلة المستبدلة مع مجلة المنتدى التي توقفت عن الصدور في مطلع عام 1947. فهي عملت على الترويج للتحديث في البلاد والتاكيد على مزايا التقدم التكنولوجي العصري. تضمنت المجلة زوايا خاصة وثابتة مثل زاوية المرأة، وزاوية لتغطية مختلف النشاطات القطرية والعربية (مثل المؤتمرات)، وزاوية خاصة بالقصة القصيرة، واخرى زوايا خاصة بالبرامج الأسبوعية لإذاعة في القاهرة باسم «دار» (يبدو أنها إذاعة مسيحية) والإذاعة الفلسطينية «هنا القدس».
إضافة إلى ترجمة بعض مقاطع المقالات الصحافية الإنجليزية إلى العربية، فقد نشرت المجلة مقالات لمثقفين عرب محليين ومن البلاد الأخرى حول العالم، حيث أن تلك المقالات تغطي مواضيع مختلفة مثل الادب والفنون، التي لا تحمل رسائل أو مقولات سياسية واضحة.

## تعريف[2]
- وتيرة الصور: اسبوعية.
- سنوات الصدور: 1947 (صدرت لمدة قصيرة ما تقارب السنة).
- مكان الصدور: القدس.
- الناشرون: إصدار حكومي - دار المطبوعات الحكومية وسلطة الإذاعة الفلسطينية.
- المحرّرون: حسن مصطفى.